# Limetta essiccata
La limetta essiccata o lime essiccato, detto anche lime nero, è una spezie tipica dei paesi del Golfo Persico, e in particolare dell'Oman. Localmente prende il nome di noomi basra (in Iraq), limoo amani (in Iran) o loomi (in Oman).

## Preparazione
Si tratta di limette che hanno perso il loro contenuto d'acqua, dopo essere state a lungo essiccate al sole. Di norma il processo di essiccazione viene preceduto da una sbianchitura dei lime in acqua salata.
A seconda del grado di essiccazione il colore delle limette essiccate può variare dal marrone a un colore simile a quello del carbone, da cui il nome di black lime, limetta nera.

## Usi

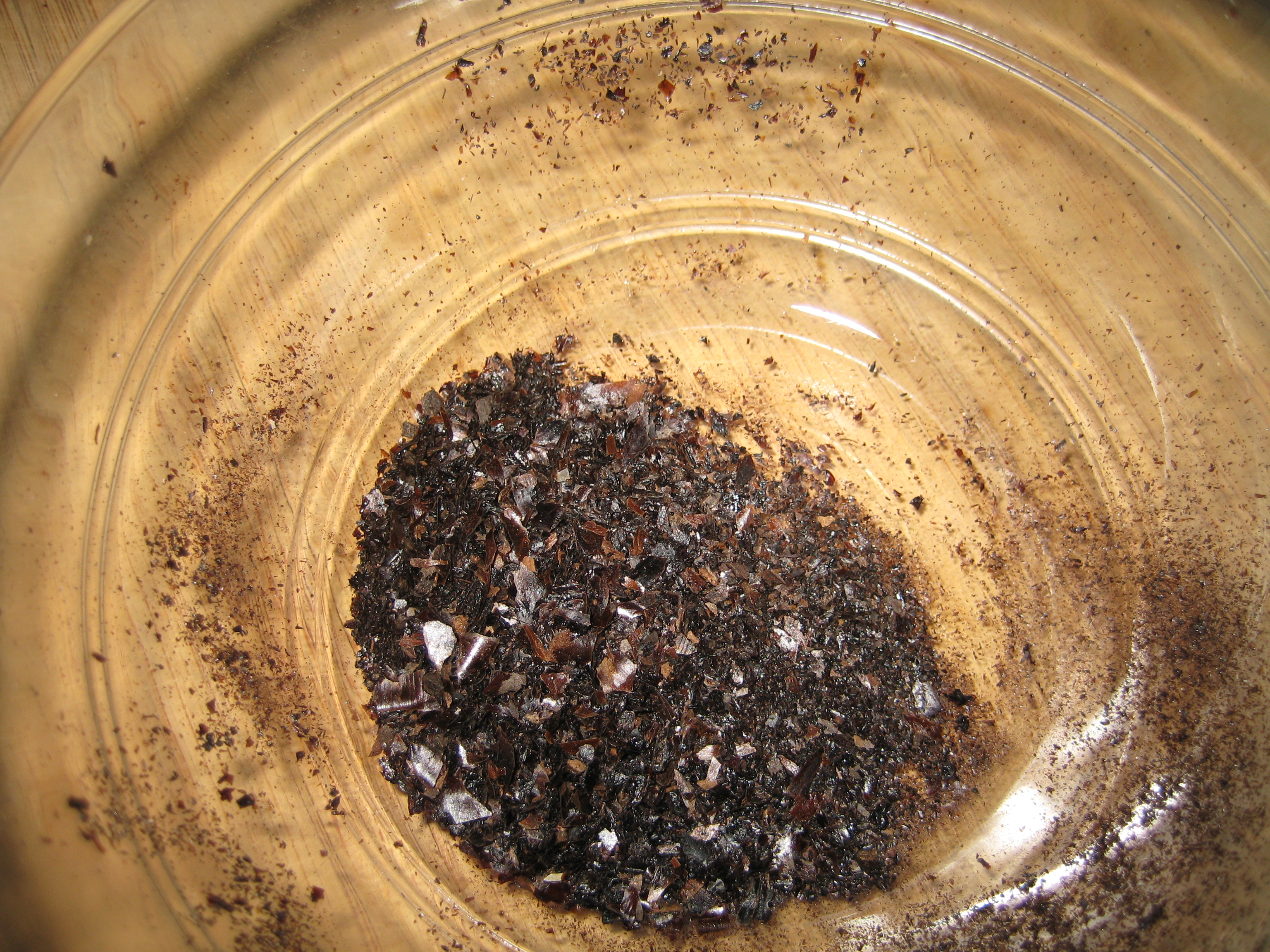
Limetta essiccata macinata

Originari dell'Oman, i lime essiccati sono popolari nella cucina di tutto il Medio Oriente, dove vengono utilizzati come spezie, sia interi che a fette, oppure macinati.
Le limette essiccate vengono utilizzate per aggiungere un sapore acidulo ai piatti. Nella cucina persiana si usano per insaporire stufati e zuppe. Negli Stati Arabi del Golfo Persico, vengono utilizzati in cottura con il pesce, mentre in Iraq vengono aggiunti a quasi tutti i piatti e i ripieni.
Possono anche essere usati per fare il tè al lime essiccato, una tisana popolare in Iraq e nei paesi del Golfo Persico, dov'è utilizzata per curare indigestione, diarrea e nausea.
Dopo essere state ridotte in polvere vengono anche utilizzate come ingrediente per il baharat del Golfo (una miscela di spezie chiamata anche kabsa o kebsa).
La limetta essiccata viene anche utilizzata nella preparazione di cocktail.

## Gusto
I lime essiccati sono fortemente aromatici. Hanno un sapore acido e agrumato come i lime freschi, ma hanno in più un sapore particolare e leggermente affumicato (che è dovuto non a un processo di affumicatura, ma all'ossidazione) e mancano della dolcezza dei lime freschi. Può accadere che abbiano anche un sapore leggermente amaro e fermentato, a causa della fermentazione che si sviluppa durante l'essiccazione, ma gli accenti amari sono concentrati principalmente nei semi.